# Satish Prasad Singh
Satish Prasad Singh (Khagaria, 1 de janeiro de 1936 – Deli, 2 de novembro de 2020) foi um político indiano. Foi o ministro-chefe de Biar por apenas cinco dias em 1968. Foi apoiado pelo Congresso Nacional Indiano. Foi eleito para a Lok Sabha em 1980. Aposentou-se em 1984. Singh nasceu na Vila de Korchakka, Khagaria, Biar.
Singh morreu de COVID-19 em um hospital de Deli em 2 de novembro de 2020, aos 84 anos.